# Sebexen
Sebexen ist ein Ortsteil der Gemeinde Kalefeld im Landkreis Northeim, Niedersachsen.

## Lage
Der Ort liegt in Südniedersachsen zwischen Wiesen und Wäldern, am Westrand des Harzes nördlich von der B 445.

## Geschichte
Die erste urkundliche Erwähnung von Sebexen erfolgt in einer Urkunde aus dem Jahre 1139. Die Namensform in dieser Urkunde ist „Sibechteshusen“.
Am 24. Februar 1430 kündigte der Knappe Heinrich von Gittelde die Auslösung des Gutes zu Sebexen mit 150 Gulden an.
In der Namensentwicklung ist nach „Sebechthusen“ 1294 schon sehr früh, nämlich 1442, die Namensform „Sebexen“ erreicht.
Sebexen war zeitweise ein Grenzort. So bildete der Dorfbach in Sebexen jahrhundertelang die Grenze zwischen den Bistümern Hildesheim und Mainz. Zu Beginn des 16. Jahrhunderts gehörte das Dorf teils zu Braunschweig-Grubenhagen, teils zu Braunschweig-Wolfenbüttel.
Sebexen wurde am 1. März 1974 in die Gemeinde Kalefeld eingegliedert.

## Politik

### Ortsrat
Sebexen hat einen Ortsrat der sieben Mitglieder umfasst. Bei der Kommunalwahl 2021 ergab sich folgende Sitzverteilung:
- Wgem. Sebexen: 6 Sitze
- CDU: 1 Sitz

### Ortsbürgermeister
Ortsbürgermeister ist Armin Bock.

### Wappen
Auf goldenem Schild läuft ein mit vier Reihen silberner Pfennige belegter schwarzer Balken schräg von rechts nach links oben.
Das Wappen ist den Siegeln der Brüder Friedrich und Gunzelin von Sebexen an einer Urkunde aus dem Jahre 1352 entlehnt. Die sogenannten „Mainzer-Pfennige“, mit denen der Balken belegt ist, sollen an die Verbundenheit zu Mainz erinnern. Im 14. Jahrhundert besaßen diese Herren von Sebexen das Patronatsrecht über die Kirche. Dieses Adelsgeschlecht ist nur im 14. Jahrhundert bezeugt und war 1372 bereits ausgestorben.

## Kultur und Sehenswürdigkeiten
- Das Wahrzeichen ist die heutige St. Martinskirche, die über Jahrzehnte in mehreren Bauphasen errichtet wurde und zum Kirchenkreis Harzer Land gehört.[4] 1145 weihte Heinrich I. von Mainz auf Bitten der Abtissin des Marienklosters die Kapelle in Sebexen, übertrug die Pfarrrechte der Weißenwasserkirche auf sie und ordnete sie wie diese dem Archidiakonat Nörten zu.[5]
- Der Dorfbrunnen befindet sich etwa auf der Mitte der Jörnstraße. Er wurde in den 1980er Jahren in seiner derzeitigen Grundform errichtet. Der Brunnen ist heute noch ein beliebter Treffpunkt vieler Reisende (Wanderer, Fahrradfahrer), die im Sommer eine Abkühlung benötigen.
- Der Aussichtspunkt an der „Gasstation-Hasenkamp“' lädt dazu ein, sich einen markanten Überblick von Flora und Fauna zu verschaffen. Er befindet sich auf dem Berg der gleichnamigen Straße „Hasenkamp“. Neben der Skyline des Dorfes von Sebexen, werden auch die Silhouetten  der benachbarten Dörfer Opperhausen, Osterbruch und Kalefeld sichtbar.

## Verkehr

### Schiene
Sebexen besaß seit 1899 einen Bahnhof, der an der Bahnstrecke Osterode–Kreiensen (auch Auertalbahn genannt) lag. Diese wurde im März 2010 endgültig stillgelegt, um für den Bau der Ortsumgehung keinen Bahnübergang errichten zu müssen. 2012 wurde auf der Bahntrasse ein Radweg freigegeben, der seither Sebexen mit Opperhausen verbindet.

### Straße
Seit dem 12. Oktober 2011 werden die Ortschaften Osterbruch und Sebexen umfahren, da an diesem Tag die beiden Ortsumgehungen freigegeben wurden, um die Orte vom starken Verkehr der B 445 zu entlasten. Die Bundesstraße verbindet die B 64 mit der B 248 sowie Bad Gandersheim mit der BAB 7.